# Madeleine Reuterskiöld
Madeleine Reuterskiöld, tidigare von Essen Bergstedt, född friherrinna von Essen 27 maj 1939 i Oscars församling, Stockholms stad, är en svensk friherrinna, sjuksköterska och hovdam.

## Biografi
Reuterskiöld har studerat vid Franska skolan 1956, École International Genève 1956–1957, Feminas syskola 1957–1958, Chambre syndicale de la Haute Couture Parisienne 1959–1960, Stockholms Tillskärarakademi 1960, vuxengymnasium 1972–1974 och vidareutbildning i kirurgisk medicin 1978. Hon är legitimerad sjuksköterska och arbetade som mottagningssköterska vid Sophiahemmet 1976–1983.
1983 utnämndes Reuterskiöld till hovdam hos drottning Silvia. Hon var tillsammans med drottningen en av grundarna till Silviahemmet.

## Familj
Madeleine Reuterskiöld är dotter till direktören friherre Nils-Fredrik von Essen och friherrinnan Margareta Beck-Friis. Hennes farföräldrar var Carl och Ruth von Essen. Hon har var gift första gången 1961–1974 med sin fars syssling, lantmästaren friherre Jörgen von Essen med vilken hon fick tre barn, andra gången med övertandläkaren docent Hans Bergstedt från 1974 till hans död 2004 och tredje gången sedan 2008 med bergsingenjören friherre Carl Reuterskiöld.

## Utmärkelser
- Hans Majestät Konungens medalj av 8:e storleken i Serafimerordens band, 1989.[6]
- Storofficer av Jordaniens Självständighetsorden.[5]
- Kommendör av isländska Falkens orden.[5]
- Kommendör av brasilianska Rio Brancoorden.[5]
- Kommendör av luxemburgska Adolfs av Nassaus civil- och militärförtjänstorden.[5]
- Kommendör av spanska Drottning Isabella den katolskas orden.[5]